# GI-40
La GI-40 es una autovía de la Red de Carreteras de la Diputación Foral de Guipúzcoa que une la rotonda del  Paseo de Otxoki  en Inchaurrondo con la  GI-20  por Ayete. En el tramo desde el barrio Martutene hasta el barrio Inchaurrondo esta catalogada como una ronda con rotondas y un túnel de 140 metros.
Tomó este nombre en 2010, tras la reorganización de la red de carreteras que llevó a cabo la Diputación Foral de Guipúzcoa.
Nace en la rotonda de  Paseo de Otxoki  en el lado del Centro Comercial Garbera y el cruce con el enlace del punto kilómetro 5 de la  GI-20  en el barrio de Inchaurrondo y termina en el punto kilométrico 9 de la  GI-20  en el barrio Ayete.
Tiene una longitud de 4.200 metros.

## Tramos
| Denominación | Tramo                                    | Año servicio | km  |
| ------------ | ---------------------------------------- | ------------ | --- |
| GI-40        | Paseo de Otxoki - Paseo de Martutene     | 1999         | 1,7 |
| GI-40        | Paseo de Martutene - Rotonda de la GI-41 | 2008         | 0,2 |
| GI-40        | Rotonda de la GI-41 - Ayete GI-20        | 2011         | 2,1 |